# Trachytalis distinguenda
Trachytalis distinguenda är en insektsart som beskrevs av Fowler. Trachytalis distinguenda ingår i släktet Trachytalis och familjen hornstritar. Inga underarter finns listade i Catalogue of Life.